# Филиппс, Кэрил
Кэрил Филиппс (англ. Caryl Phillips, 13 марта 1958, Сент-Китс) – британско-вест-индский писатель.

## Биография
Грудным ребенком был привезен семьей в Лидс. Изучал английскую литературу в Queen's College (Оксфорд), окончил в 1979 году. В 1980 году в 22-летнем возрасте впервые с младенчества приехал на Сент-Китс, с тех пор регулярно посещает остров. Путешествие вдохновило его на написание первого романа «Последний переход», который был опубликован пять лет спустя. После публикации своей второй книги «Состояние независимости» (1986) Филлипс отправился в месячное путешествие по Европе, результатом которого стал сборник эссе 1987 года «Европейское племя». В конце 1980-х и начале 1990-х годов Филлипс делил свое время между Англией и Сент-Китсом, работая над своими романами «Высшая земля» (1989) и «Кембридж» (1991). 
Преподавал в университетах Европы, США, Африки. С 1990 года – в Амхерстском колледже, с 1998 года – в Барнард-колледже. В настоящее время профессор английской литературы в Йеле. Его сценарий фильма «Таинственный массажист» (2001, по одноименному роману Найпола) был назван лучшим на МКФ в Мар-дель-Плата. Филлипс является покровителем Ассоциации памяти Дэвида Олувале в честь нигерийца из Лидса, которого до смерти замучила полиция.

## Произведения

### Романы
- Последний переход/ The Final Passage (1985, телефильм 1996)
- Состояние независимости/ A State of Independence (1986)
- Higher Ground (1989)
- Cambridge (1991)
- Через реку[англ.] / Crossing the River (1993, исторический роман;  премия писателям Британского содружества, шортлист Букеровской премии, мемориальная премия Джеймса Тейта Блэка, шортлист юбилейной премии «Лучшему лауреату премии Джеймса Тейта Блэка»)
- The Nature of Blood (1997)
- Далекий берег/ A Distant Shore (2003, финалист PEN/Faulkner Award)
- Танец в темноте/ Dancing in the Dark (2005, премия писателям Британского содружества, Мемориальная премия Джеймса Тейта Блэка, PEN/Open Book Award)
- Foreigners (2007)
- In the Falling Snow (2009)

### Эссе
- The European Tribe (1987, Мемориальная премия Мартина Лютера Кинга)
- The Atlantic Sound (2000)
- A New World Order (2001)
- Colour Me English (2011) (США Color Me English)

### Пьесы
- Странный плот/ Strange Fruit (1980)
- Where There is Darkness (1982)
- Shelter (1983)
- Второй дом - Джеймс Болдуин в Париже/ A Kind of Home – James Baldwin in Paris (2004, радиопьеса)
- Hotel Cristobel (2005, радиопьеса)
- Долгая дорога из дома/ A Long Way from Home (2008, радиопьеса)

## Признание
Почетный член Queen's College. Член Королевского литературного общества (2000), Королевского общества изящных искусств (2011). Романы и эссе писателя переведены на многие европейские языки.